# ヘテロゲニア リンギスティコ 〜異種族言語学入門〜
『ヘテロゲニア リンギスティコ 〜異種族言語学入門〜』（へてろげにあ りんぎすてぃこ いしゅぞくげんごがくにゅうもん）とは、瀬野反人による日本のファンタジー漫画。

## 概要
ファンタジー作品でも珍しい異種族の『言語』や『コミュニケーション』に学術的な考察という形で焦点をあてた作品。
タイトルの由来も「heterogeneous（異種、異質）」と「linguistics（言語学）」を組み合わせたものである。
『ヤングエースUP』にて、2018年3月9日から連載中。単行本既刊6巻。

## あらすじ
新人研究者のハカバは、怪我をした教授の代わって魔界でのフィールドワークを任されれる。モンスターと人間の中間的な存在である少女ススキをガイドとして、言葉の通じないモンスターたちとのコミュニケーションを試みながら旅を続けていく。

## 人物
ハカバ
若手言語学者で本作の主人公。ワーウルフ語は話せるが、共通語のない魔界での意思疎通に奮闘する。穏やかで善良な性格の持ち主。
ススキ
ワーウルフと人間のハーフで、教授の娘。魔界の複数の言語と人間の言葉を話すことができる。ガイドとしてハカバの調査を手伝う。

## 単行本
瀬野反人 「ヘテロゲニア リンギスティコ 〜異種族言語学入門〜」 〈角川コミックス・エース〉、全6巻 (2024年12月現在)
1. 2018年12月04日発売[1]、ISBN 978-4-041-07620-0
2. 2019年10月04日発売[2]、ISBN 978-4-041-08597-4
3. 2020年09月04日発売[3]、ISBN 978-4-041-09748-9
4. 2021年12月28日発売[4]、ISBN 978-4-041-09749-6
5. 2023年07月04日発売[5]、ISBN 978-4-041-13158-9
6. 2024年11月01日発売[6]、ISBN 978-4-041-15486-1